# Yos Sudarso
Yos Sudarso (zwana także Kolopom, Kolepom, Dolak, Kimaam, a w czasach kolonialnych Frederik-Hendrik-Eiland) – wyspa na Morzu Arafura u południowych wybrzeży Nowej Gwinei, od której oddzielona jest tylko wąskimi cieśninami. Administracyjnie należy do indonezyjskiej prowincji Papua Południowa. Wyspa ma około 165 km długości i zajmuje obszar 11,7 tys. km².
W szerszym znaczeniu nazwa holenderska Frederik-Hendrik-Eiland określała dwie wyspy: Kolopom i Komolom.